# Querstrahlsteueranlage

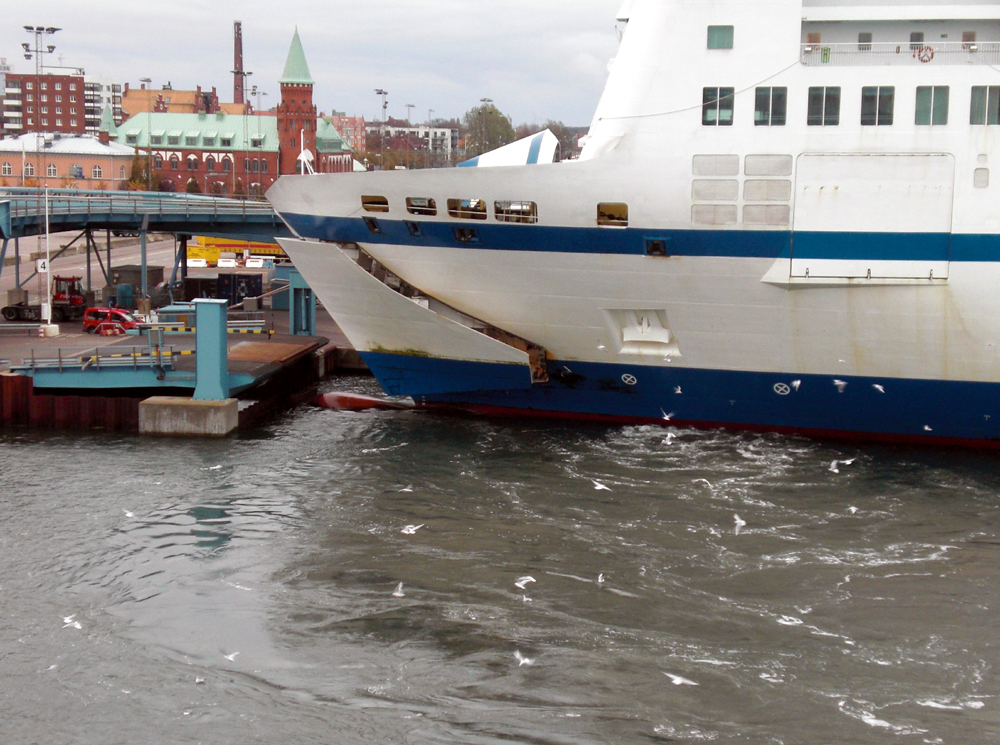
Die Peter Pan beim Anlegen in Trelleborg, die Bugstrahlruder stoßen unterhalb der zwei Hinweiszeichen Wasser aus (ist an den Wirbelbuckeln an der Wasseroberfläche zu erkennen)

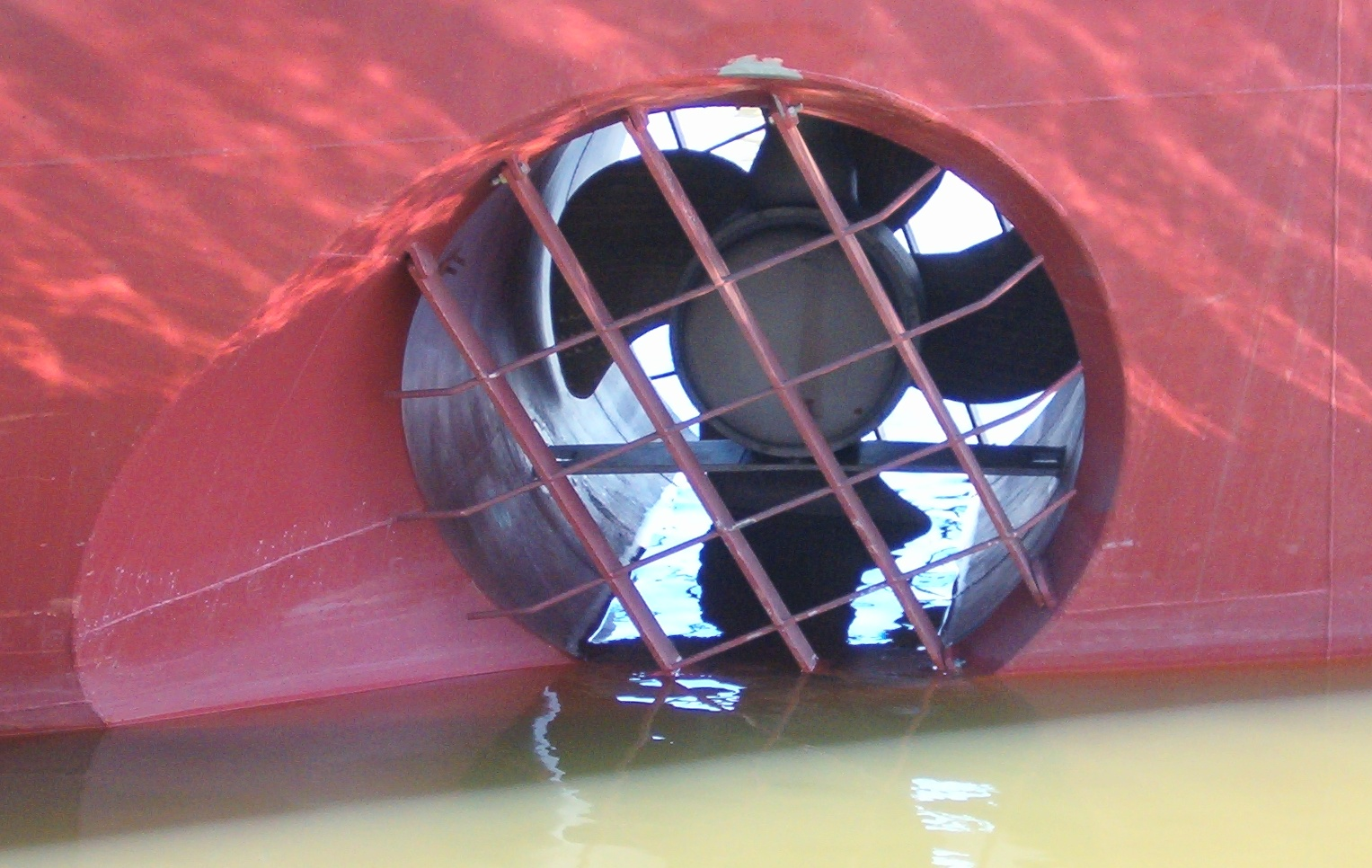
Bugstrahlruder

Eine Querstrahlsteueranlage (ugs. Bugstrahlruder bzw. Heckstrahlruder; auch Bugstrahler bzw. Heckstrahler; englisch bow thruster oder stern thruster) ist ein auf Schiffen unterhalb der Wasserlinie quer zur eigentlichen Fahrtrichtung eingebauter Antrieb, der zum flexibleren Manövrieren dient. Er ermöglicht Drehungen und Bewegungen zur Seite und verkleinert dadurch z. B. den Wendekreis.
Die Anlage besteht aus einem (bei größeren Schiffen mehreren) quer angeordneten, rohrförmigen Durchgang (Tunnel) durch die gesamte Schiffsbreite unter der Wasserlinie. In diesem Rohr ist ein Propeller angeordnet, welcher das Wasser durch das Rohr von einer zur anderen Seite des Schiffes pumpen kann. Durch den als Reaktion erzeugten Schub ist es möglich, den Bug (oder das Heck) des Schiffes – auch ohne Ruderwirkung durch Vorwärtsfahrt – querab zu bewegen. Die jeweilige Richtung des Manövers (Backbord oder Steuerbord) bestimmt sich durch die wählbare Drehrichtung des Propellers oder durch Verstellen der Propellerblätter. Angetrieben wird der Propeller typischerweise durch einen Elektro- oder Hydraulikmotor.

## Geschichte und Begriff
Derartige Antriebe wurden anfangs nur im Bug von Schiffen eingebaut, daher ist in der Umgangssprache der Begriff Bugstrahlruder am weitesten verbreitet. Der Bestandteil Ruder wird in der Fachsprache vermieden, da es sich nicht um ein Ruder im herkömmlichen Sinn handelt.

## Nutzung des Bug- und Heckstrahlruders

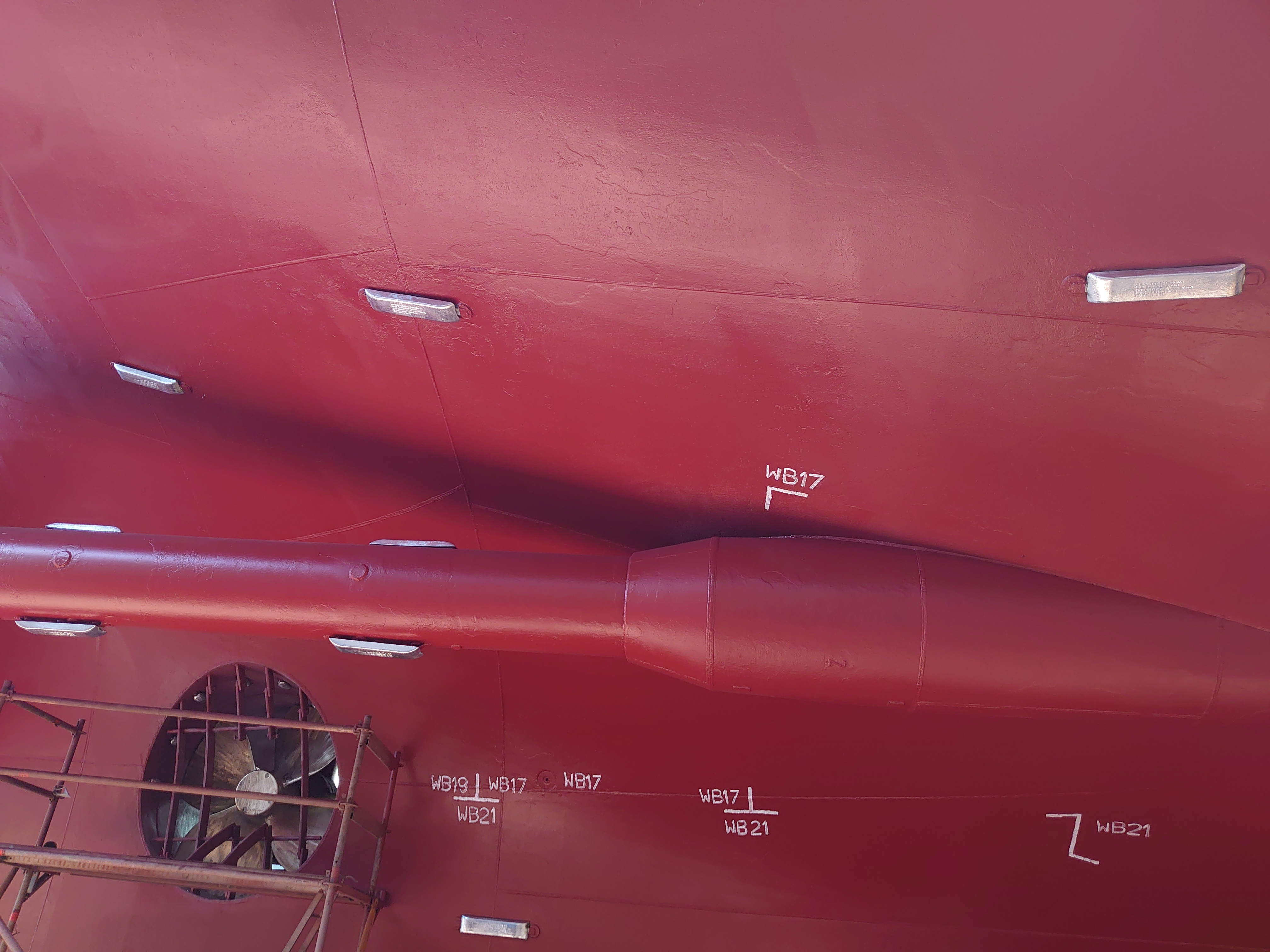
Heckstrahlruder des Hochsee-Bergungsschleppers Nordic

Ein Bugstrahlruder kann bei einfachen Wetterverhältnissen und kleineren Schiffen die Zuhilfenahme von Schleppern bei An- und Ablegemanövern unnötig machen. Besonders bei großen Schiffen wird aber trotzdem in der Regel ein Assistenzschlepper benötigt, um beim Manövrieren Strömung oder Windböen auszugleichen.
Das Bugstrahlruder kann aufgrund von hydrodynamischen Effekten – insbesondere dem Coandă-Effekt – nur bis zu einer Fahrtgeschwindigkeit von fünf Knoten eingesetzt werden. Bei höheren Geschwindigkeiten ist es nahezu wirkungslos. Ein Bugstrahlruder ist kein Hilfsruder, um das Schiff auf seinem Kurs zu halten oder schneller auf Kurs zu bringen, sondern nur eine Hilfe bei An- und Ablegemanövern.
Inzwischen haben auch immer mehr Yachten ein Bugstrahlruder eingebaut. Große Fähr- und Kreuzfahrtschiffe haben im Bug oft zwei oder drei Bugstrahlruder.
Moderne Fähren, Kreuzfahrtschiffe sowie teilweise neuere Frachtschiffe, aber auch moderne Motoryachten haben zusätzlich im Heck ein Heckstrahlruder eingebaut, um in Zusammenwirken mit dem Bugstrahler ein Traversieren (seitliche Bewegung eines Schiffes) zu ermöglichen.

## Kombinierter Zusatz- und Bugstrahlantrieb

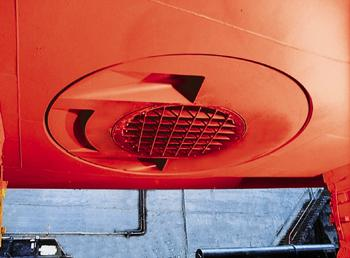
Drehbarer Pumpjet: Mittiger Ansaugrost, 3 außenliegende Kanäle zum gerichteten Ausstoßen des Wassers

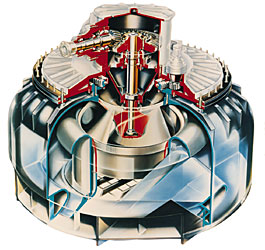
Pump-Jet Schnittzeichnung

Eine weitere, häufig als Pump-Jet bezeichnete drehbare Variante der Querstrahlsteueranlage wird als kombinierter Zusatzantrieb und Bugstrahler eingesetzt. Das Ansaugen von Wasser durch einen mittigen Lamellenrost erfolgt nach den Gesetzen der Hydrodynamik grundsätzlich ungerichtet, also aus allen Richtungen. Gerichtet eingearbeitete Öffnungskanäle entlassen das Wasser unter einem möglichst flachen Winkel zum Schiffsboden in eine einzige gewünscht steuerbaren Richtung. Typisch erfolgt der Antrieb elektrisch, was ein gewisses Manövrieren ohne die Hauptmaschine möglich macht. Durch das ungerichtete Einsaugen verzichtet man auf einen Teil der Bugsierkraft, doch ist der Jet und damit sein Rückstoß rundum ausrichtbar. Überdies erzeugt die kompakte Einrichtung insbesondere in Vorwärts-Ausrichtung bei Fahrt kaum Strömungswiderstand.